# Епидемия от коколицли
Епидемията от коколицли е термин, даден на милиони смъртни случаи на територията на Нова Испания в днешно Мексико и Централна Америка през XVI век, приписвани на неизвестно заболявание, наречено от местните ацтеки коколицли, характеризиращо се с висока треска и кървене.
То опустошава мексиканските планини в епидемични размери. Болестта има пагубно въздействие върху демографията на района, особено за коренното население, като това е най-лошата епидемия в историята на Доколумбова Америка. 
Думата „коколицли“ буквално означава „вредител“, като второто ѝ значение е „болест“.

## История
Огромният спад на населението в Мексико през XVI век, се дължи на три големи епидемии – през 1520 г. епидемия от едра шарка, през 1545 и 1576 г. епидемии от коколицли, като първата вълна отнема живота на между 70 – 80 % от местното население.
Има 12 епидемии, които са идентифицирани като потенциално коколицли, като най-големите са тези през 1520, 1545, 1576, 1736 и 1813 г.
Епидемиите от коколицли обикновено се появяват в рамките на две години след голяма суша, последвани от година на обилни дъждове. Смята се, че връзката между сушата и болестта е, че популацията на мишката, която е носител на вирусна хеморагична треска, се увеличава по време на дъждовете, последващи сушата.
Социалната и физическа среда на Мексико, вероятно е била ключова за бързото разпространение на коколицли през 1545 г. Докато епидемията от вариола през 1520 г е характерна с това, че вирусът се предава от човек на човек, то тази от коколицли наподобява повече чума – разпространява се, чрез животни. В случая допринасят всички внесени от Европа животни – пилета, прасета, говеда и плъхове, които преди това са непознати в доколумбова Америка.

## Причини и симптоми
Въпреки че симптоматичните описания на коколицли са сходни с тези на някои болести от Стария свят (морбили, жълта треска, тиф), много изследователи смятат, че той трябва да бъде смятан за отделна болест. Според Франсиско Ернандес де Толедо, лекар, станал свидетел на огнището през 1576 г., симптомите включват висока температура, силно главоболие, световъртеж, черен език, тъмна урина, дизентерия, силна болка в корема и гърдите и обилно кървене от носа, очите и устата; смърт често настъпва в рамките на 3 до 4 дни.
През 1970 г. френският историк Жермен Сомолинос Ардоа систематично разглежда всички предложени обяснения по това време, включително хеморагичен грип, лептоспироза, малария, тиф и жълта треска. Нито един от тях не съвпада с разказите за коколицли от XVI век, което го кара да заключи, че болестта е резултат от „вирусен процес на хеморагично влияние“. С други думи Ардоа смята, че коколицли не е патоген от Стария свят, а вероятно вирус от самата Америка, за разпространението на който обаче са допринесли новите животни, донесени от колонизаторите.
Последните бактериални геномни проучвания от 2018 г. предполагат, че Salmonella, по-специално серотип на Salmonella enterica, известен като Paratiyphi C, е поне частично отговорен за това първоначално огнище.